# La stanza di Marvin
La stanza di Marvin (Marvin's Room) è un film del 1996 diretto dall'esordiente Jerry Zaks e tratto dell'opera teatrale di Scott McPherson, autore anche della sceneggiatura.
Contrariamente allo spettacolo teatrale, nella versione cinematografica si è scelto di mostrare il personaggio di Marvin per giustificare il titolo del film, arricchendo di pathos la pellicola e dando l'opportunità ad un veterano delle scene come Hume Cronyn di offrire al pubblico una delle sue ultime interpretazioni prima della morte, avvenuta nel 2003, all'età di 91 anni.
Diane Keaton, per questo ruolo, riceverà la nomination agli Oscar.

## Trama
Marvin, un uomo che ha avuto un ictus 20 anni prima, è rimasto inabile e costretto a letto. È stato accudito da sua figlia Bessie nella loro casa in Florida, e totalmente ignorato dall'altra sua figlia, Lee, che si è trasferita in Ohio con suo marito 20 anni fa e non ha mai contattato la sua famiglia. Ora vive con i due figli, il maggiore dei quali, Hank, è ricoverato in un istituto psichiatrico per aver incendiato la casa.
Bessie passa le sue giornate prendendosi cura del padre Marvin, e con loro vive anche la di lei anziana zia Ruth, affetta da dolori cronici e animata da una passione sfrenata per una soap opera che segue tutti i giorni e sembra essere diventata la sua unica ragione di vita. 
Una sera, mentre sta giocando a carte con le sorelle del convento, Lee riceve una telefonata: è il Dottor Wally, che le comunica che la sorella sta lottando contro la leucemia e potrebbe non farcela se non si trova al più presto un donatore di midollo osseo. A Lee non resta altro che partire con i propri figli per raggiungere la Florida. Sono quasi vent'anni che non vede e non sente sua sorella e sa che non sarà facile riconciliarsi con lei.
Appena arrivati, Hank si mostra piuttosto ostile e completamente indifferente sia ai problemi di salute di sua zia sia a suo nonno Marvin il quale, ai suoi occhi, appare solo come un povero vecchio ormai ridotto ad un vegetale. Col passare dei giorni tra il ragazzo e la zia nasce un rapporto speciale; Bessie si dimostra comprensiva e disposta ad ascoltare Hank e lui inizia a prendere in considerazione l'idea di sottoporsi al test per la donazione del midollo osseo.
Nel frattempo, il piccolo Charlie si avvicina alla zia Ruth: segue con lei la soap opera preferita e asseconda amorevolmente ogni sua stramberia, ad esempio aiutandola ad agghindarsi per la puntata in cui i due protagonisti della serie si sposano.
Una mattina Bessie ed Hank vanno in macchina fino alla spiaggia. La zia gli racconta di come era la vita di Lee quando stava ancora con suo marito e Hank ha finalmente l'occasione di sentire la storia di suo padre e dare una risposta alla tante domande a cui sua madre non ha mai voluto e saputo rispondere. Il ragazzo, quasi per volerla ringraziare, le offre una suggestiva e divertente corsa in auto tra le onde del mare. L'odore dell'oceano e gli schizzi delle onde rappresentano per la donna una rapida e innocente fuga dalla triste realtà della malattia.
Le due sorelle, che ancora non sono riuscite a superare i dissapori, hanno un nuovo scontro: Bessie vorrebbe che la sorella si trasferisse da lei definitivamente per assistere suo padre ma Lee è assolutamente contraria e ribadisce la scelta fatta vent'anni prima di non voler restare rinunciando così alle sue ambizioni e ai suoi progetti. Bessie l'accusa di non essersi mai interessata alla famiglia e Lee le rinfaccia la stessa cosa.
In ospedale Lee e Charlie fanno il test per la donazione del midollo e, a sorpresa, vi si sottopone anche Hank. La sera, Lee propone alla sorella di pettinarle la parrucca che indossa da quando fa la chemioterapia. Il risultato è un taglio moderno che mette di buon umore Bessie, tanto da raccontare alla sorella il proprio segreto: diversi anni prima il suo più grande amore è morto annegato sotto i suoi occhi.
Prima di sapere i risultati del test Lee, Hank, Charlie, Bessie e la zia Ruth decidono di andare a Disney World. Alla fine della giornata, Bessie accusa un malore e uno svenimento, che lei stessa attribuisce alla paura di chiudere gli occhi e non svegliarsi più, sensazione che l'attanaglia e la tiene sveglia ogni notte. Sua sorella cerca di farle coraggio e di starle vicino, arrivando a capire che è giunto il momento di perdonare ed andare oltre.
Sfortunatamente, nessuno dei familiari è compatibile con il midollo di Bessie e non è quindi possibile eseguire il trapianto. Sarà nella stanza di Marvin che Lee, vedendo la sorella divertirsi a produrre dei giochi di luce per il padre con l'ausilio di un piccolo specchio, arriverà alla convinzione di poter dare e ricevere amore e quindi anche di poter vivere tutti insieme in casa della sorella.

## Produzione
Il film è stato girato, per la maggior parte delle scene, in Florida tra agosto ed ottobre 1995.

## Incassi
Il film nonostante le critiche positive, si è rivelato un flop al botteghino incassando 12,8 milioni di dollari, a fronte di un budget di 23 milioni.

## Critica
Il film è stato valutato positivamente dalla critica, sull'aggregatore di recensioni Rotten Tomatoes ha ricevuto l'84% delle recensioni professionali positive, con un voto medio di 6.7 su 10 basato su 50 recensioni di critici cinematografici.

## Riconoscimenti
- 1997 -  Premio Oscar
  - Candidatura per  Miglior attrice a Diane Keaton
- 1997 - Golden Globe
  - Candidatura per Migliore attrice in un film drammatico  a Meryl Streep
- 1997 -  Screen Actors Guild Awards
  - Candidatura per  SAG Award per il miglior cast a Meryl Streep, Leonardo DiCaprio, Diane Keaton, Robert De Niro, Hume Cronyn, Gwen Verdon, Hal Scardino e Dan Hedaya
  - Candidatura per  SAG Award per la migliore attrice a Diane Keaton
  - Candidatura per  SAG Award per la miglior attrice non protagonista a  Gwen Verdon
- 1997 - Festival cinematografico internazionale di Mosca
  - San Giorgio d'Oro
- 1997 - Chlotrudis Society for Independent Film
  - Candidatura per Miglior attrice non protagonista a Meryl Streep